# しし座AQ星
しし座AQ星は、太陽系から見てしし座の方向、約9,100光年の距離にある恒星。変光星としてはこと座RR型変光星に分類され、その中でもRR(B)型またはRRd型と呼ばれるサブタイプのプロトタイプとされる。年老いた星で、既に主系列から赤色巨星分枝の段階を終え、「水平分枝」と呼ばれる中心核でヘリウム核融合が始まって一時的に表面温度が上昇した段階にある。ヘルツシュプルング・ラッセル図の上では、脈動変光星として活動する「不安定帯」と呼ばれる領域にある。

## 物理的特徴
恒星の進化の過程では、主系列を離れて準巨星、赤色巨星分枝と進化した後の「水平分枝」と呼ばれる段階にあり、中心核のヘリウムが核融合で炭素となるトリプルアルファ反応で生じるエネルギーで輝いている。赤色巨星分枝の最終段階 (TRGB) と比べると、光度はほぼ変わらないが、表面温度が上がったためスペクトルはより高温のものとなっている。
変光星総合カタログではこと座RR型変光星に分類されており、周期0.5497508日、振幅0.78等級で変光する。こと座RR型変光星の中でも、基本モード (P0) と第1倍音モード (P1) の2つの振動モードが同時に作動する「RR(B)型」または「RRd型」と呼ばれるサブクラスのプロトタイプとされている。

## 研究史
変光星としての研究は、1943年にドイツのゾンネベルク天文台台長クーノ・ホフマイスターによってぎょしゃ座RW型の変光星として分類されたことに始まる。1961年、Wolfgang Wenzelは、光度曲線が強く変化することからこと座RR型変光星として再分類した。1977年には、1973年から1975年にかけての測光データの分析から、二重モードのこと座RR型変光星であることが発見され、そのプロトタイプとして位置づけられた。